# Synode von Saragossa (380)
Die (erste) Synode von Saragossa war eine Kirchenversammlung, die im Oktober 380 im iberischen Saragossa (damals: Colonia Caesaraugusta) stattfand.

## Geschichte
Hauptthema war der Umgang mit den Priscillianisten, den Anhängern des Priscillians aus Ávila, der einen asketischen Mystizismus vertrat. Hydatius von Emeritia erhob gegen Priscillian Anklage wegen Häresie, Zauberei und Manichäismus. Priscillian hatte im iberischen Klerus einigen Anhang, sodass sich die Debatte um seine vermeintlichen Verfehlungen sehr kontrovers gestaltete. Hydatius, unterstützt von Bischof Ithacius von Ossonoba, setzte dennoch im Canon 1 der Synode eine Exkommunikation Verurteilung Priscillians und der spanischen Bischöfe Istantius und Salvianus als seine Gefolgsleute als Häretiker durch, nachdem die Angeklagten nicht zu der Synode erschienen waren. Die drei wandten sich in der Folge an Kaiser Gratian als Berufungsinstanz, ohne eine Rehabilitierung zu erreichen, auch Priscillians Liber ad Damasum episcopum, in dem er sich vor dem römischen Bischof Damasus I. rechtfertigte, blieb ohne Wirkung. Priscillian wurde 385 in Trier hingerichtet.
Da Priscillian in seiner Gefolgschaft auch Frauen hatte, die aktiv in der Predigtarbeit mitwirkten, stellte die Synode zugleich gemäß dem neutestamentlichen Gebot, dass die Frau in der Kirche zu schweigen habe, klar, dass Frauen nicht dem Wunsch nachgeben sollten, „zu lehren oder zu lernen“. Zu den liturgischen Beschlüssen der Synode gehört außerdem, dass das Weihnachtsfest in Spanien am 25. Dezember zu feiern sei und den Gläubigen wurde im Canon 4 sogar empfohlen, zwischen dem 17. Dezember und dem 6. Januar täglich zur Kirche zu gehen.